# Lasiomorpha noakesi
Lasiomorpha noakesi är en fjärilsart som beskrevs av James John Joicey och Talbot 1917. Lasiomorpha noakesi ingår i släktet Lasiomorpha och familjen Eupterotidae. Inga underarter finns listade i Catalogue of Life.